# Pháo đài Jesus
Pháo đài Jesus của Mombasa (Bồ Đào Nha: Forte Jesus de Mombaça) là một pháo đài nằm trên đảo Mombasa và là một phần của Phố cổ Mombasa, Mombasa, Kenya. Công trình được thiết kế bởi kiến truc sư người Ý Giovanni Battista Cairati, và được xây dựng từ năm 1593 đến 1596 theo lệnh của vua Felipe II của Bồ Đào Nha để bảo vệ khu cảng cũ Mombasa. Đây là công trình duy nhất của người Bồ Đào Nha được duy trì trên bờ biển Swahili và được công nhận là minh chứng cho nỗ lực của một cường quốc phương Tây đầu tiên thành công trong việc nhằm thiết lập ảnh hưởng đối với thương mại Ấn Độ Dương.
Thiết kế của công trình này lấy nguồn cảm hứng từ thiết kế của kiến trúc sư Pietro di Giacomo Cataneo, trong khi người xây dựng chính là Gaspar Rodrigues. Pháo đài là công trình cuối cùng ở nước ngoài cuối cùng của Cairati. Mặc dù đây là ví dụ của kiến trúc Phục hưng nhưng kỹ thuật, vật liệu và cả lao động đều là do người Swahili địa phương cung cấp. Từ trên không, pháo đài này có hình dạng của một người đàn ông với hình vuông, bốn bức tường ở các góc và công trình này được coi là kiệt tác của một pháo đài quân sự thời kỳ hậu Phục hưng.
Pháo đài Jesus đã bị chiếm và tái chiếm ít nhất chín lần trong khoảng năm 1631 khi người Bồ Đào Nha để nó rơi vào tay Quốc vương Yusuf ibn al-Hasan của Mombasa. Sau khi người Bồ Đào Nha chiếm lại nó từ quốc vương năm 1632 họ đã tân trang lại và xây dựng thêm các công sự, giúp pháo đài kiên cố hơn. Pháo đài đã bị bao vây kéo dài hai năm từ 1696-98 bởi người Ả Rập Oman, do Saif bin Sultan lãnh đạo. Việc chiếm giữ pháo đài đánh dấu kết thúc sự hiện diện của người Bồ Đào Nha trên bờ biển, mặc dù họ đã chiếm lại được một thời gian ngắn trong khoảng từ năm 1728 đến 1729 với sự giúp đỡ của các thành bang Swahili. Pháo đài sau đó tự trị từ năm 1741 đến 1837 khi nó lại bị người Hồi giáo chiếm giữ và sử dụng làm doanh trại. Người Anh chiếm đóng vào năm 1895 chuyển nó thành một nhà tù trước khi tuyên bố trở thành một phần của Thuộc địa Kenya thuộc Anh.
Pháo đài Jesus được tuyên bố là vườn quốc gia từ năm 1958 và Di sản thế giới được UNESCO công nhận từ năm 2011 như là một trong những ví dụ nổi bật nhất và được bảo quản tốt của một công sự Bồ Đào Nha thế kỷ 16. Pháo đài là điểm thu hút khách du lịch nhiều nhất của Mombasa.